# Вест-Калн Тауншип (округ Честер, Пенсільванія)
Вест-Калн Тауншип (англ. West Caln Township) — селище (англ. township) в США, в окрузі Честер штату Пенсільванія. Населення — 8910 осіб (2020).

## Демографія
Згідно з переписом 2010 року, у селищі мешкало 9014 осіб у 3260 домогосподарствах у складі 2522 родин. Було 3364 помешкання
Расовий склад населення:
| - 92,9 % — білих - 3,9 % — чорних або афроамериканців - 0,7 % — азіатів - 0,2 % — корінних американців |

До двох чи більше рас належало 1,8 %. Частка іспаномовних становила 2,3 % від усіх жителів.
За віковим діапазоном населення розподілялося таким чином: 24,1 % — особи молодші 18 років, 62,1 % — особи у віці 18—64 років, 13,8 % — особи у віці 65 років та старші. Медіана віку мешканця становила 41,9 року. На 100 осіб жіночої статі у селищі припадало 101,4 чоловіків;  на 100 жінок у віці від 18 років та старших — 100,0 чоловіків також старших 18 років.
Середній дохід на одне домашнє господарство  становив 87 452 долари США (медіана — 75 959), а середній дохід на одну сім'ю — 95 244 долари (медіана — 90 380). Медіана доходів становила 55 733 долари для чоловіків та 52 896 доларів для жінок. За межею бідності перебувало 5,4 % осіб, у тому числі 5,8 % дітей у віці до 18 років та 2,4 % осіб у віці 65 років та старших.
Цивільне працевлаштоване населення становило 4817 осіб. Основні галузі зайнятості: освіта, охорона здоров'я та соціальна допомога — 19,5 %, виробництво — 13,7 %, будівництво — 13,3 %.